# Ghiacciaio Clarke (Terra di Graham)
Il ghiacciaio Clarke (in inglese Clarke Glacier) è un ghiacciaio lungo 37 km e largo 3,5, situato sulla costa di Fallières, nella parte sud-occidentale della Terra di Graham, in Antartide. Il ghiacciaio, il cui punto più alto si trova a circa 590 m s.l.m., fluisce verso ovest, scorrendo tra il versante settentrionale del monte Sickle e dei picchi Baudin, e quello meridionale dell'altopiano Godfrey, fino a raggiungere la baia di Mikkelsen.

## Storia
Il ghiacciaio Clarke fu grossolanamente mappato nel 1936 durante una ricognizione aerea effettuata nel corso della Spedizione britannica nella Terra di Graham, comandata da John Rymill, e fu attraversato nel gennaio del 1941 da una spedizione su slitta del Programma Antartico degli Stati Uniti d'America. Una spedizione del British Antarctic Survey, che all'epoca si chiamava ancora Falkland Islands and Dependencies Survey (FIDS), del 1948-49 raggiunse poi le sue pendici e in seguito lo battezzò in onore di Louis C. G. Clarke, direttore del museo Fitzwilliam dell'Università di Cambridge dal 1937 al 1946, che aveva dato un importante contributo alla sopraccitata spedizione di Rymill.